# Ögonrörelser
Ögats rörelser vid exempelvis textläsning, notläsning och betraktande av bilder är noggrant studerade; exempelvis gjordes under 1970-talet en stor mängd undersökningar inom tyst läsning av vanlig text. Forskningsfältet hör till perceptionspsykologin och kognitionsforskningen, och en av de vanligaste experimentmetoderna består i att filma ögonen på en försöksperson med en infraröd kamera och på så sätt få fram data som uppger exakt var personen riktar blicken.
Generellt sett består ögonrörelserna av en rad fixeringar, där ögat hålls stilla och visuell information inhämtas, samt förflyttningar mellan fixeringarna, sackader, där blickpunkten flyttas och ingen information tas upp. Den enda möjlighet man har att flytta blicken kontinuerligt över blickfältet är att följa ett föremål som rör sig över detsamma, följerörelser. En tredje typ benämns mikrorörelser. Ögat är programmerat att skanna av omgivningen med ständiga snabba ögonrörelser, upp till 60 blickförflyttningar per sekund hos människan. Ännu snabbare förflyttningar förekommer inom djurvärlden. Förloppet registreras med hjälp av höghastighetskamera.